# Frankenbach (Biebertal)
Frankenbach ist ein Ortsteil der Gemeinde Biebertal im mittelhessischen Landkreis Gießen.

## Geographie

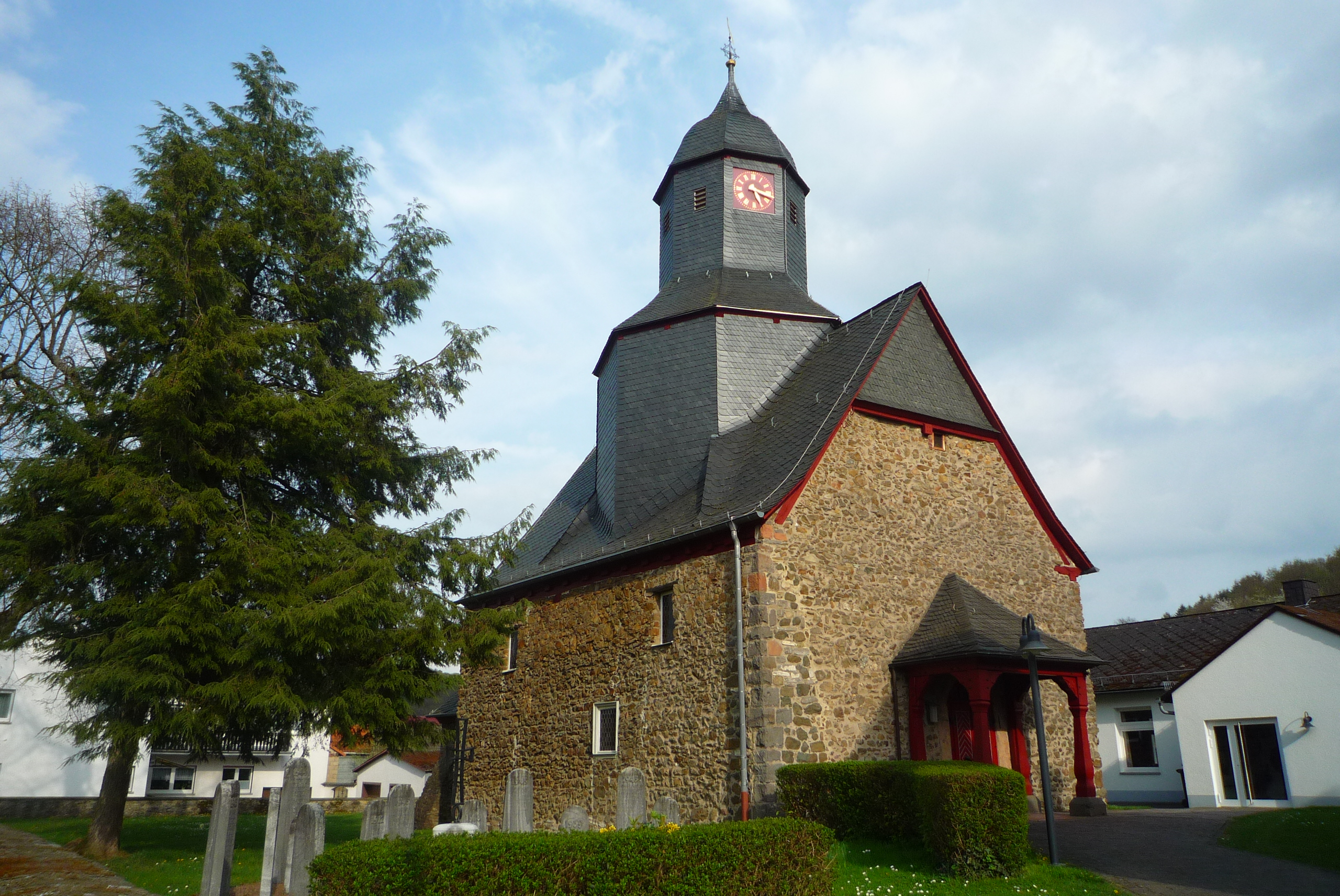
Evangelische Kirche

Frankenbach liegt im Gleiberger Land in den Ausläufern des Gladenbacher Berglandes im nördlichen Teil der Gemeinde. Durch den Ort führt die Landesstraße 3047.
Unmittelbar nordwestlich des Kernortes entspringt der Frankenbach, ein Nebenfluss des Salzböde-Zuflusses Vers, während der südöstlich entspringende Bieber-Quellfluss Dünsbergbach auf direkterem Wege zur Lahn gelangt.

## Geschichte

### Ortsgeschichte
Die älteste bekannte schriftliche Erwähnung von Frankenbach erfolgte im Jahr 1285, im Urkundenbuch der Deutschordensballei Hessen. In erhaltenen Urkunden späterer Zeit wurde Frankenbach auch unter den folgenden Ortsnamen erwähnt (in Klammern das Jahr der Erwähnung): Frangenbach (1432) und Franckenbach (1548).
Die Statistisch-topographisch-historische Beschreibung des Großherzogthums Hessen berichtet 1830 über Frankenbach:

„Frankenbach (L. Bez. Giessen) evangel. Filialdorf; liegt 3 St. von Giessen, hat 63 Häuser und 330 Einw., die alle evangelisch sind. – Durch den Hauptvergleich zwischen Hessen und Solms, vom 30. Oktober 1629 kam der Ort ausschließend an Hessen. Im Jahr 1732 wurde hier nach Silber geschürft.“

Am 1. Januar 1977 wurde die bis dahin selbstständige Gemeinde Frankenbach im Rahmen der Gebietsreform in Hessen kraft Landesgesetz in die 1970 neu gegründete Großgemeinde Biebertal eingemeindet. Für Frankenbach  wurde wie für alle ehemals eigenständigen Gemeinden wurden Ortsbezirke mit Ortsbeirat und Ortsvorsteher eingerichtet. Der Sitz der Gemeindeverwaltung wurde Rodheim-Bieber.

### Verwaltungsgeschichte im Überblick
Die folgende Liste zeigt die Staaten und Verwaltungseinheiten, denen Frankenbach angehört(e):
- vor 1357: Heiliges Römisches Reich, Grafen von Solms
- ab 1357: Heiliges Römisches Reich, Landgrafschaft Hessen und Hohensolms gemeinschaftlich, Amt Königsberg
- ab 1567: Heiliges Römisches Reich, Landgrafschaft Hessen-Marburg und Hohensolms gemeinschaftlich, Amt Königsberg[8]
- 1604–1648: Heiliges Römisches Reich, strittig zwischen Landgrafschaft Hessen-Darmstadt und Landgrafschaft Hessen-Kassel (Hessenkrieg)
- ab 1627: Heiliges Römisches Reich, Landgrafschaft Hessen-Darmstadt, und  Hohensolms gemeinschaftlich, Amt Königsberg
- ab 1629: Heiliges Römisches Reich, Landgrafschaft Hessen-Darmstadt (durch Abteilungsvertrag), Amt Königsberg[9]
- 1787: Heiliges Römisches Reich, Landgrafschaft Hessen-Darmstadt, Oberfürstentum Hessen, Amt Königsberg[10]
- ab 1806: Großherzogtum Hessen,[Anm. 2] Fürstentum Ober-Hessen, Amt Königsberg[11][12]
- ab 1815: Großherzogtum Hessen, Provinz Oberhessen, Amt Königsberg[13]
- ab 1821: Großherzogtum Hessen, Provinz Oberhessen, Landratsbezirk Gießen[Anm. 3]
- ab 1832: Großherzogtum Hessen, Provinz Oberhessen, Landkreis Gießen
- ab 1848: Großherzogtum Hessen, Regierungsbezirk Gießen
- ab 1852: Großherzogtum Hessen, Provinz Oberhessen, Landkreis Gießen
- ab 1867: Norddeutscher Bund;[Anm. 4] Königreich Preußen,[Anm. 5] Provinz Hessen-Nassau, Regierungsbezirk Wiesbaden, Kreis Biedenkopf (übergangsweise Hinterlandkreis)[9]
- ab 1871: Deutsches Reich, Königreich Preußen, Provinz Hessen-Nassau, Regierungsbezirk Wiesbaden, Kreis Biedenkopf
- ab 1918: Deutsches Reich (Weimarer Republik), Freistaat Preußen, Provinz Hessen-Nassau, Regierungsbezirk Wiesbaden, Kreis Biedenkopf
- ab 1932: Deutsches Reich, Freistaat Preußen, Provinz Hessen-Nassau, Regierungsbezirk Wiesbaden, Kreis Wetzlar
- ab 1944: Deutsches Reich, Freistaat Preußen, Provinz Nassau, Landkreis Wetzlar
- ab 1945: Amerikanische Besatzungszone,[Anm. 6] Groß-Hessen, Regierungsbezirk Wiesbaden, Landkreis Wetzlar
- ab 1946: Amerikanische Besatzungszone, Hessen, Regierungsbezirk Wiesbaden, Landkreis Wetzlar
- ab 1949: Bundesrepublik Deutschland, Hessen, Regierungsbezirk Wiesbaden, Landkreis Wetzlar
- ab 1968: Bundesrepublik Deutschland, Hessen, Regierungsbezirk Darmstadt, Landkreis Wetzlar
- ab 1977: Bundesrepublik Deutschland, Land Hessen, Regierungsbezirk Darmstadt, Lahn-Dill-Kreis, Gemeinde Biebertal[Anm. 7]
- ab 1979: Bundesrepublik Deutschland, Land Hessen, Regierungsbezirk Darmstadt, Landkreis Gießen, Gemeinde Biebertal
- ab 1981: Bundesrepublik Deutschland, Land Hessen, Regierungsbezirk Gießen, Landkreis Gießen, Gemeinde Biebertal

### Gerichte seit 1803
In der Landgrafschaft Hessen-Darmstadt wurde mit Ausführungsverordnung vom 9. Dezember 1803 das Gerichtswesen neu organisiert. Für die Provinz Oberhessen wurde das „Hofgericht Gießen“ als Gericht der zweiten Instanz eingerichtet. Die Rechtsprechung der ersten Instanz wurde durch die Ämter bzw. Standesherren vorgenommen und somit war für Frankenbach das „Amt Königsberg“ zuständig. Nach der Gründung des Großherzogtums Hessen 1806 wurden die Aufgaben der ersten Instanz 1821 im Rahmen der Trennung von Rechtsprechung und Verwaltung auf die neu geschaffenen Land- bzw. Stadtgerichte übertragen. „Stadtgericht Gießen“ war daher von 1821 bis 1866 die Bezeichnung für das erstinstanzliche Gericht das für Frankenbach zuständig war.
Nach der Abtretung des nordwestlichen Teil des Landkreises Gießen und mit ihm Frankenbach an Preußen, infolge des Friedensvertrags vom 3. September 1866 zwischen dem Großherzogtum Hessen und dem Königreich Preußen, wurde Frankenbach vom Stadtgericht Gießen abgetrennt. Im Juni 1867 erging eine königliche Verordnung, die die Gerichtsverfassung im vormaligen Herzogtum Nassau und den vormals zum Großherzogtum Hessen gehörenden Gebietsteilen neu ordnete. Die bisherigen Gerichtsbehörden sollten aufgehoben und durch Amtsgerichte in erster, Kreisgerichte in zweiter und ein Appellationsgericht in dritter Instanz ersetzt werden. Im Zuge dessen erfolgte am 1. September 1867 die Umbenennung des bisherigen Landgerichts in Amtsgericht Gladenbach und die Zulegung Frankenbach zu diesem Gericht. Die Gerichte der übergeordneten Instanzen waren das Kreisgericht Dillenburg und das Appellationsgericht Wiesbaden. Aufgrund des Gerichtsverfassungsgesetzes 1877 kam es mit Wirkung zum 1. Oktober 1879 zum Wechsel des Amtsgerichts in den Bezirk des neu errichteten Landgerichts Marburg. Mit dem Wechsel Frankenbach 1932 in den Kreis Wetzlar, wechselte es auch in den Bereich des Amtsgerichts Wetzlar. Am 1. August 1979 wechselte Frankenbach mit der Gemeinde Biebertal zum Bereich des Amtsgerichts Gießen.

## Bevölkerung

### Einwohnerstruktur 2011
Nach den Erhebungen des Zensus 2011 lebten am Stichtag dem 9. Mai 2011 in Frankenbach 963 Einwohner. Darunter waren 23 (2,4 %) Ausländer. Nach dem Lebensalter waren 126 Einwohner unter 18 Jahren, 411 zwischen 18 und 49, 210 zwischen 50 und 64 und 216 Einwohner waren älter. Die Einwohner lebten in 438 Haushalten. Davon waren 132 Singlehaushalte, 132 Paare ohne Kinder und 117 Paare mit Kindern, sowie 51 Alleinerziehende und 9 Wohngemeinschaften. In 99 Haushalten lebten ausschließlich Senioren und in 282 Haushaltungen lebten keine Senioren.

### Einwohnerentwicklung
| Quelle: Historisches Ortslexikon |                                                  |
| • 1577:                          | 052 Haushaltungen (vermutlich nur landgräfliche) |
| • 1588:                          | 102 Haushaltungen                                |
| • 1742:                          | 065 Haushaltungen                                |
| • 1791:                          | 246 Einwohner                                    |
| • 1800:                          | 259 Einwohner                                    |
| • 1806:                          | 265 Einwohner, 59 Häuser                         |
| • 1829:                          | 330 Einwohner, 63 Häuser                         |

| Frankenbach: Einwohnerzahlen von 1791 bis 2011 | Frankenbach: Einwohnerzahlen von 1791 bis 2011 | Frankenbach: Einwohnerzahlen von 1791 bis 2011 | Frankenbach: Einwohnerzahlen von 1791 bis 2011 | Frankenbach: Einwohnerzahlen von 1791 bis 2011 |
| --- | ---------------------------------------------- | ---------------------------------------------- | ---------------------------------------------- | ---------------------------------------------- |
| Jahr |                                                |                                                |                                                | Einwohner                                      |
| 1791 | 1791                                           |                                                | 247                                            | 247                                            |
| 1800 | 1800                                           |                                                | 259                                            | 259                                            |
| 1806 | 1806                                           |                                                | 265                                            | 265                                            |
| 1829 | 1829                                           |                                                | 330                                            | 330                                            |
| 1834 | 1834                                           |                                                | 336                                            | 336                                            |
| 1840 | 1840                                           |                                                | 355                                            | 355                                            |
| 1846 | 1846                                           |                                                | 459                                            | 459                                            |
| 1852 | 1852                                           |                                                | 610                                            | 610                                            |
| 1858 | 1858                                           |                                                | 418                                            | 418                                            |
| 1864 | 1864                                           |                                                | 426                                            | 426                                            |
| 1871 | 1871                                           |                                                | 364                                            | 364                                            |
| 1875 | 1875                                           |                                                | 407                                            | 407                                            |
| 1885 | 1885                                           |                                                | 438                                            | 438                                            |
| 1895 | 1895                                           |                                                | 475                                            | 475                                            |
| 1905 | 1905                                           |                                                | 506                                            | 506                                            |
| 1910 | 1910                                           |                                                | 467                                            | 467                                            |
| 1925 | 1925                                           |                                                | 658                                            | 658                                            |
| 1939 | 1939                                           |                                                | 704                                            | 704                                            |
| 1946 | 1946                                           |                                                | 605                                            | 605                                            |
| 1950 | 1950                                           |                                                | 881                                            | 881                                            |
| 1956 | 1956                                           |                                                | 856                                            | 856                                            |
| 1961 | 1961                                           |                                                | 833                                            | 833                                            |
| 1967 | 1967                                           |                                                | 999                                            | 999                                            |
| 1970 | 1970                                           |                                                | 885                                            | 885                                            |
| 1980 | 1980                                           |                                                | ?                                              | ?                                              |
| 1990 | 1990                                           |                                                | ?                                              | ?                                              |
| 2000 | 2000                                           |                                                | ?                                              | ?                                              |
| 2011 | 2011                                           |                                                | 963                                            | 963                                            |
| Datenquelle: Historisches Gemeindeverzeichnis für Hessen: Die Bevölkerung der Gemeinden 1834 bis 1967. Wiesbaden: Hessisches Statistisches Landesamt, 1968. Weitere Quellen: LAGIS; Zensus 2011 |                                                |                                                |                                                |                                                |

### Konfessionsstatistik
| • 1885: | 433 evangelische, keine katholischem, 5 andere Christen           |
| • 1961: | 736 evangelische (= 88,36 %), 47 katholische (= 5,64 %) Einwohner |

## Ortsvorsteher
Nach der Kommunalwahl 2021 ist Rouven Brück (Parteilos) Ortsvorsteher.

## Sehenswürdigkeiten
Die Frankenbacher Kirche wurde in gotischer Zeit erbaut. Sie wurde mehrfach erneuert.

## Verkehr
Den öffentlichen Personennahverkehr stellt der RMV sicher.